# Barevní holubi
Barevní holubi jsou skupinou plemen holuba domácího, která byla vyšlechtěná pro co nejdokonalejší barvu a kresbu opeření. Plemena barevných holubů se velikostí blíží holubovi skalnímu, jejich hmotnost se pohybuje kolem 300-400 g. Původnímu holubovi se podobají též tělesnými tvary. Časté jsou však pernaté ozdoby, rousy a chocholky, a šlechtění klade důraz na přesné, dobře ohraničené kresby opeření a na jasnou, sytou a lesklou barvu peří.
Protože proporce divokého holuba zůstaly u barevných holubů nezměněné, tito holubi jsou chovatelsky nenároční, samostatní a sami odchovávají holoubata. Zachovaná je též létavost a bezrousá plemena mohou polařit. Kromě okrasných chovů se proto hodí též do chovů extenzivně užitkových.
Jednotlivá plemena barevných holubů se od sebe liší především zbarvením opeření. Mezi barevné holuby se řadí též bubláci, kteří se od ostatních plemen holubů odlišují hlasovým projevem, bubláním.

## Hýl

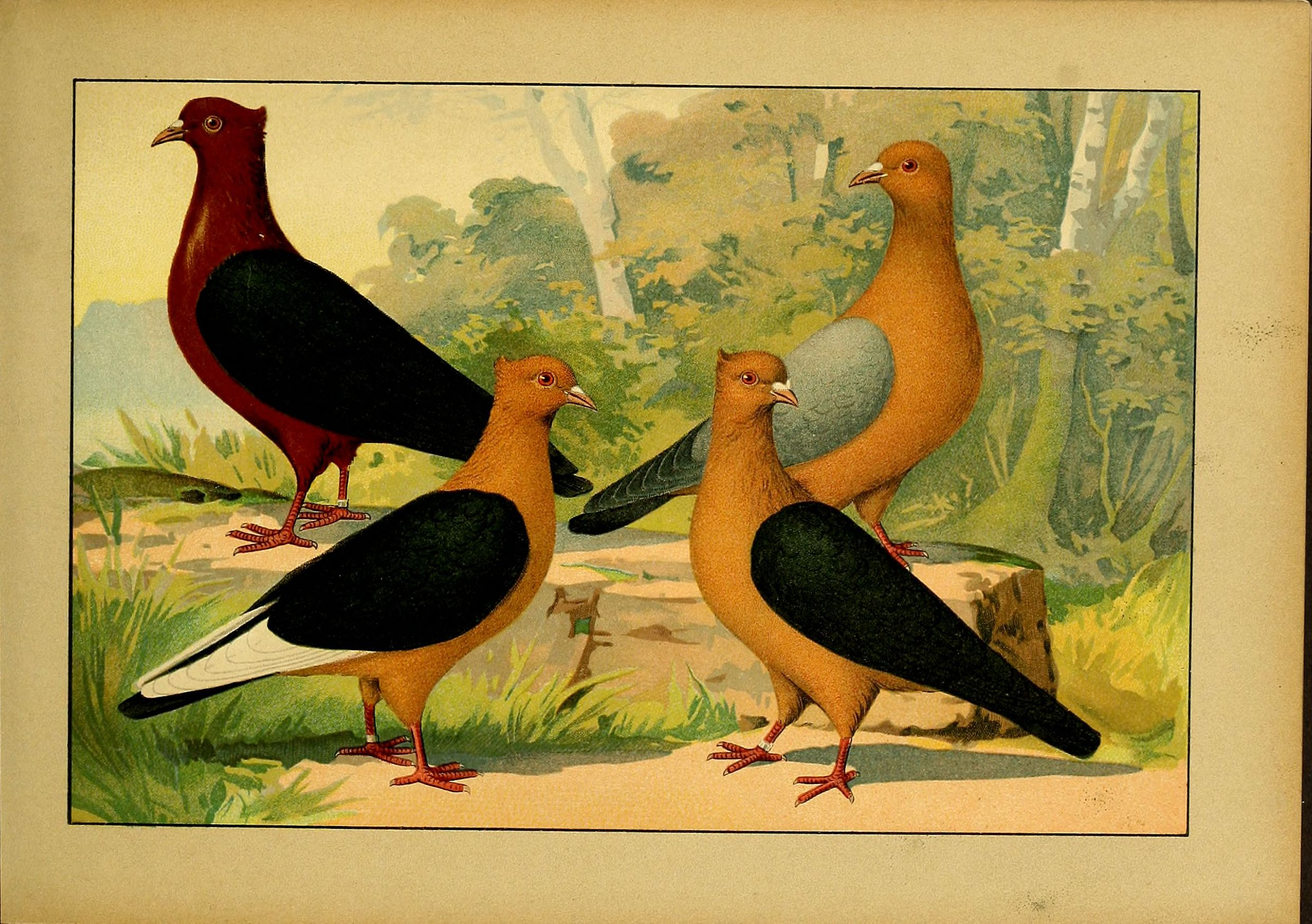
Holubi hýlové

Hýl je jedním z nejbarevnějších plemen holubů, vyniká bronzovým nebo zlatým opeřením na těle. Holub hýl může být chocholatý nebo hladkohlavý.

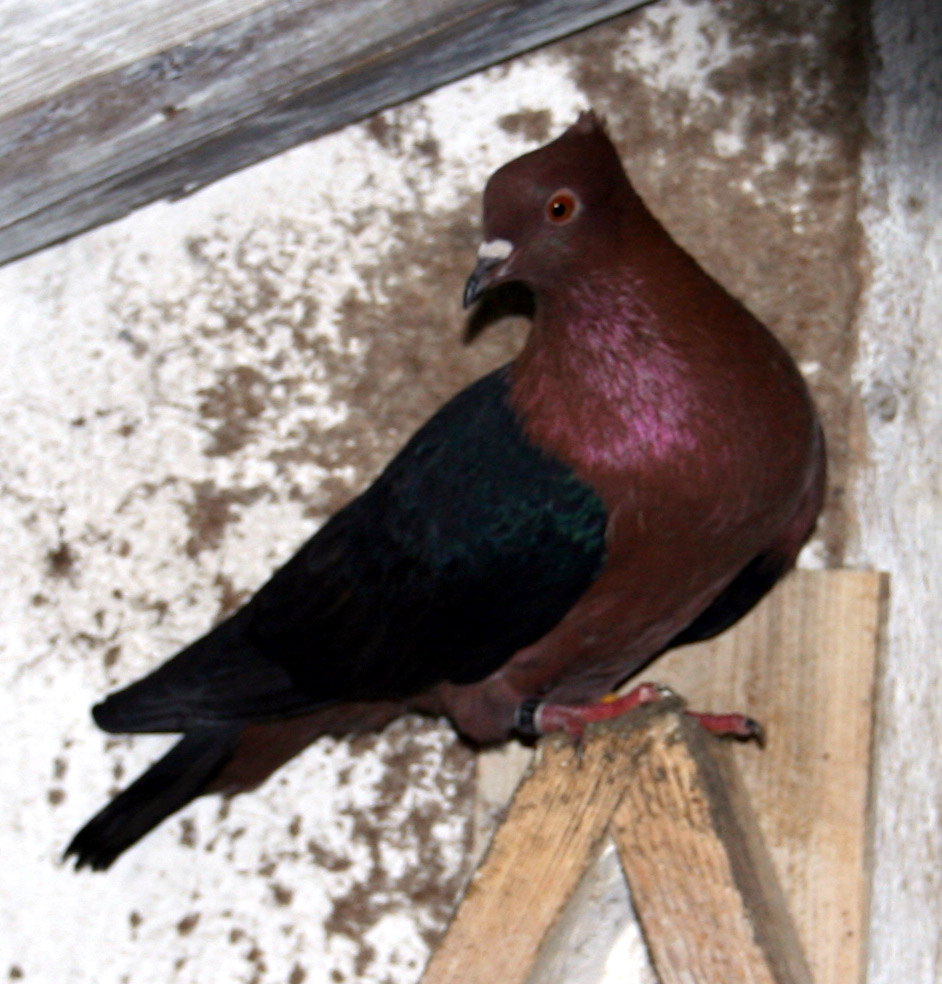
Holub hýl

## Norimberský skřivan
Norimberský skřivan je holub podobný hýlovi, liší se od něj ředěnou barvou opeření, místo bronzového nebo zlatého zbarvení je okrově žlutý. Je vždy hladkohlavý a nemá rousy. 

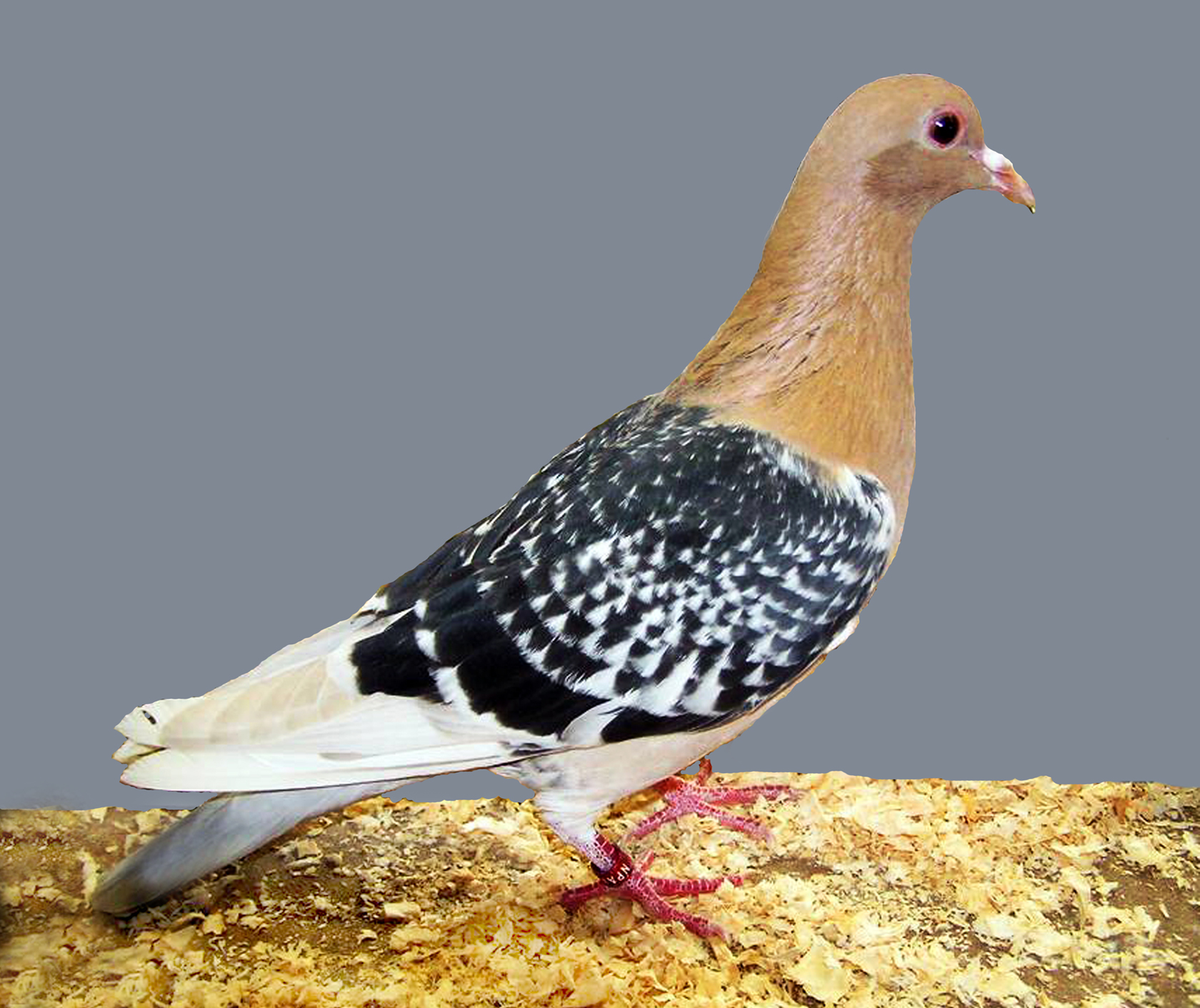
Norimberský skřivan kapratý – skřívánčí
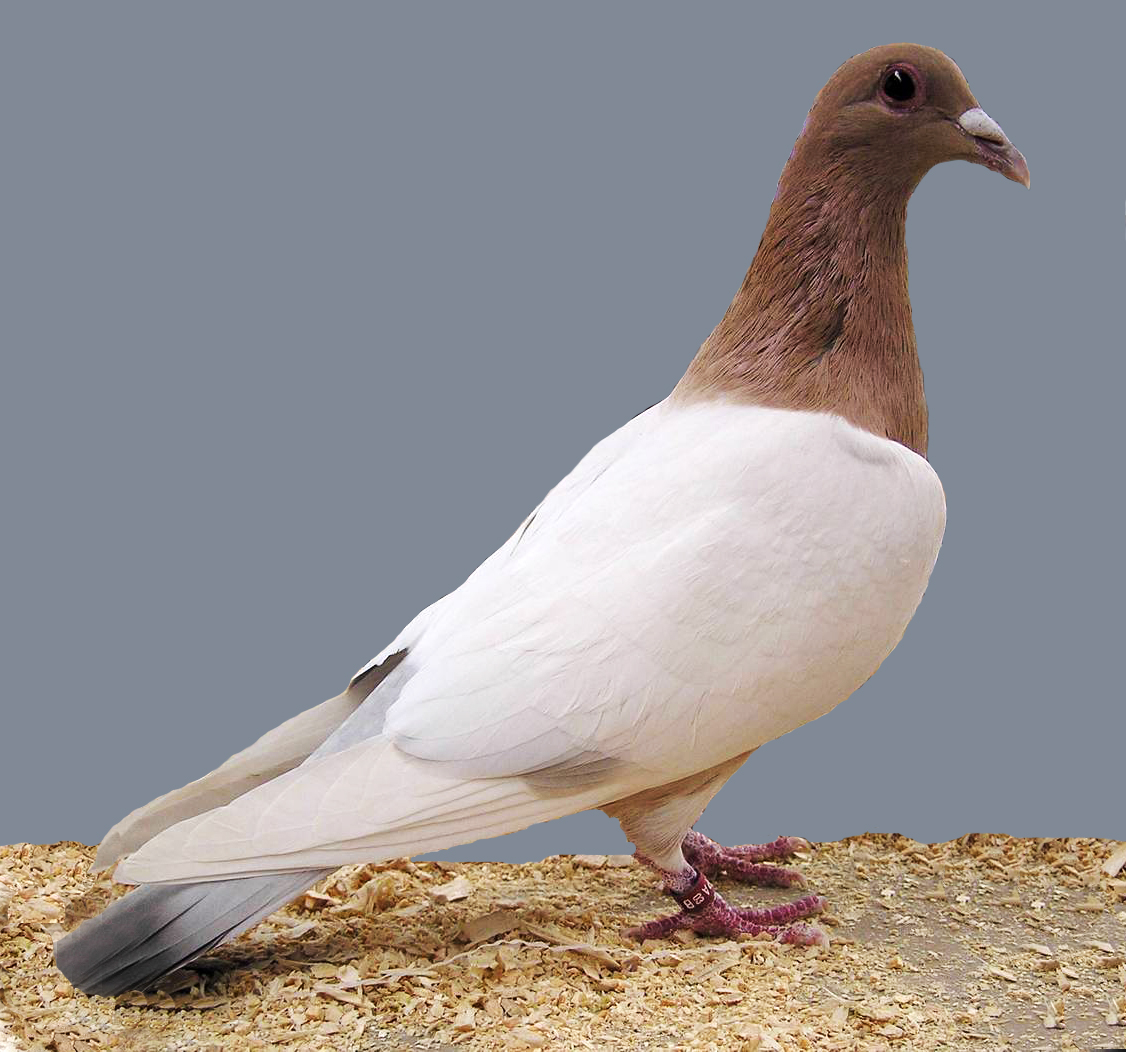
Norimberský skřivan bezpruhý – mlynář

## Ledňák

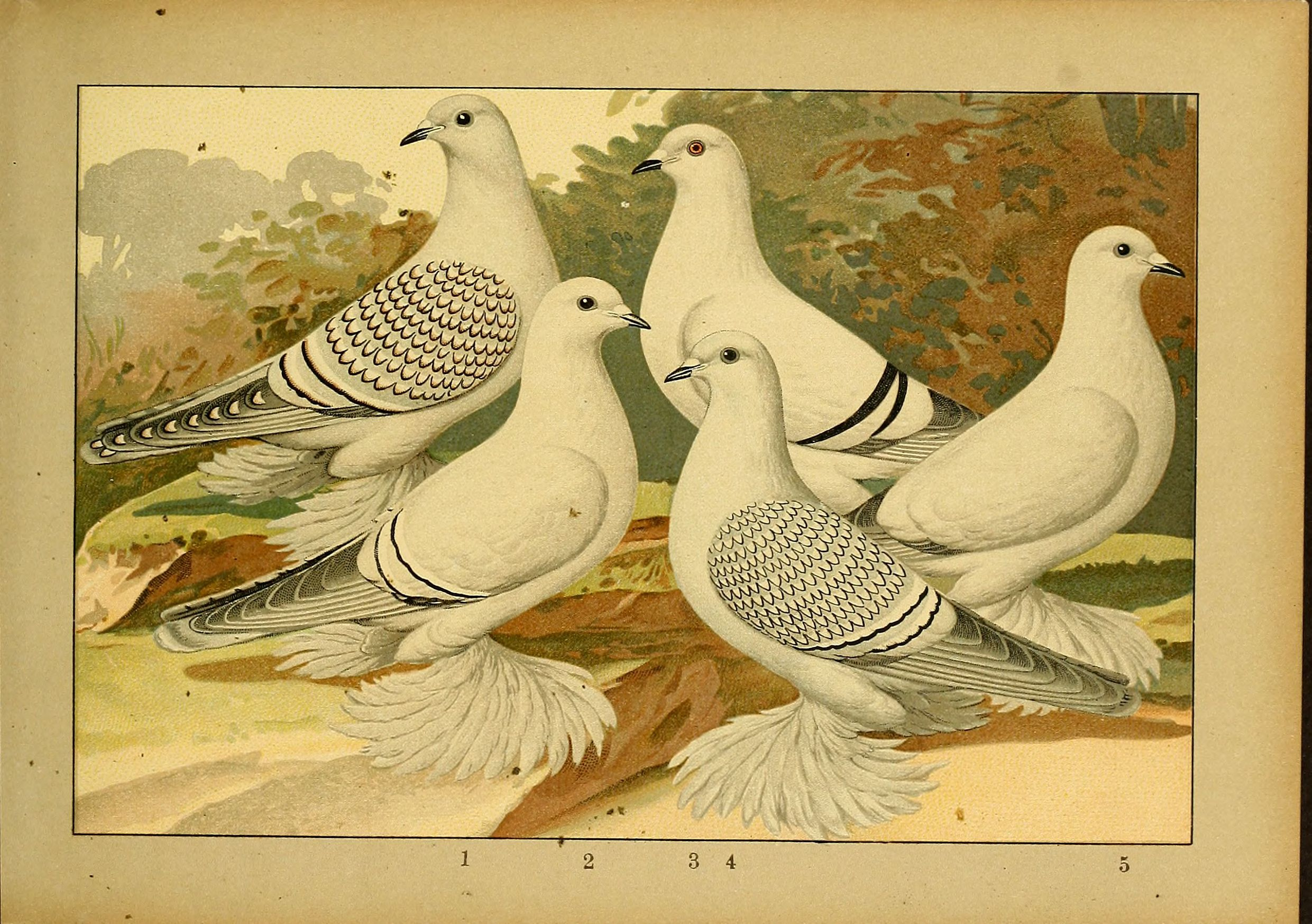
Ledňáci v různých kresebných rázech

Ledňák je staré plemeno holubů, typické sivým zbarvením. Ledňák je vždy hladkohlavý, rousný nebo bezrousý.

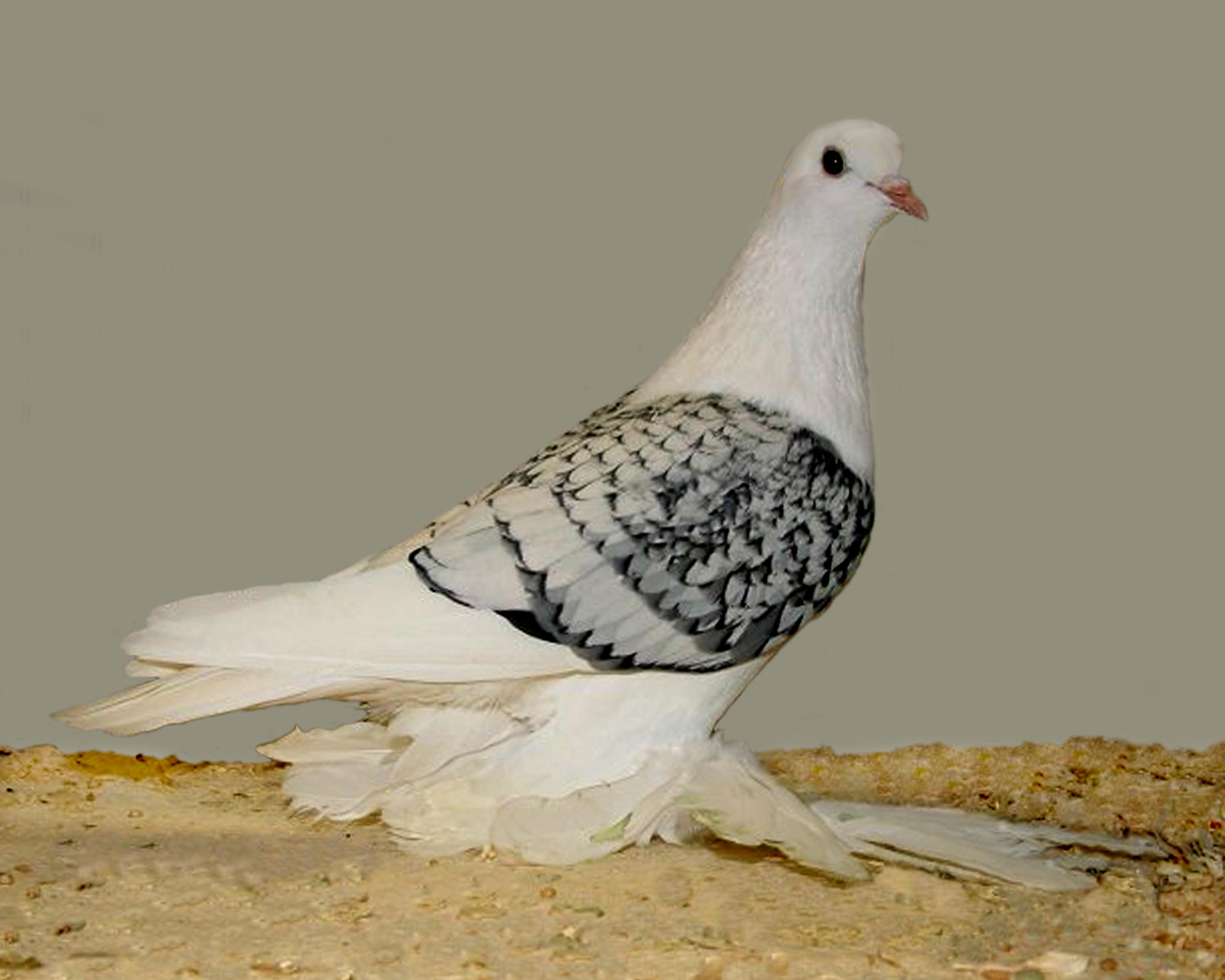
Ledňák kapratý rousný
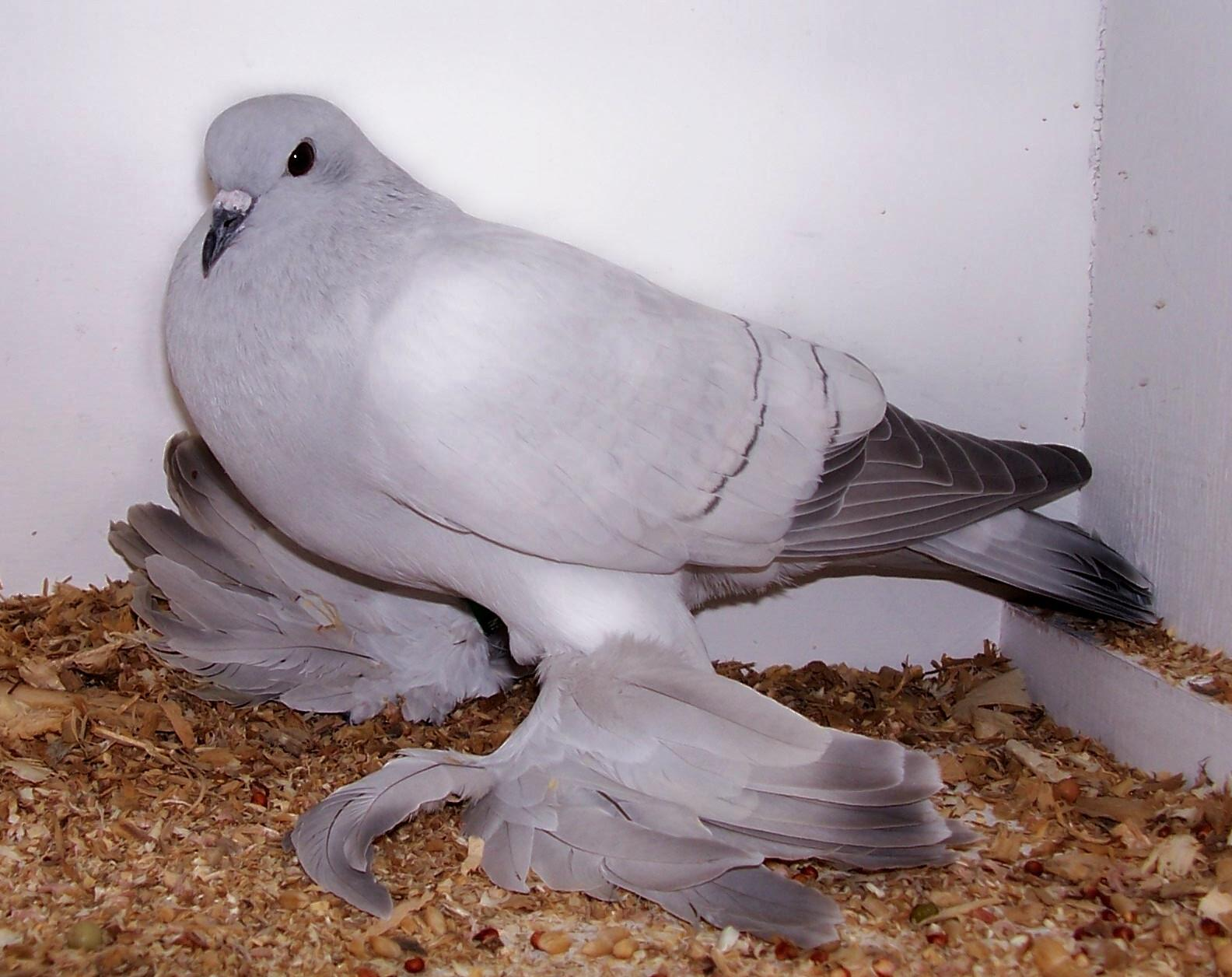
Ledňák pruhový rousný

## Čejka

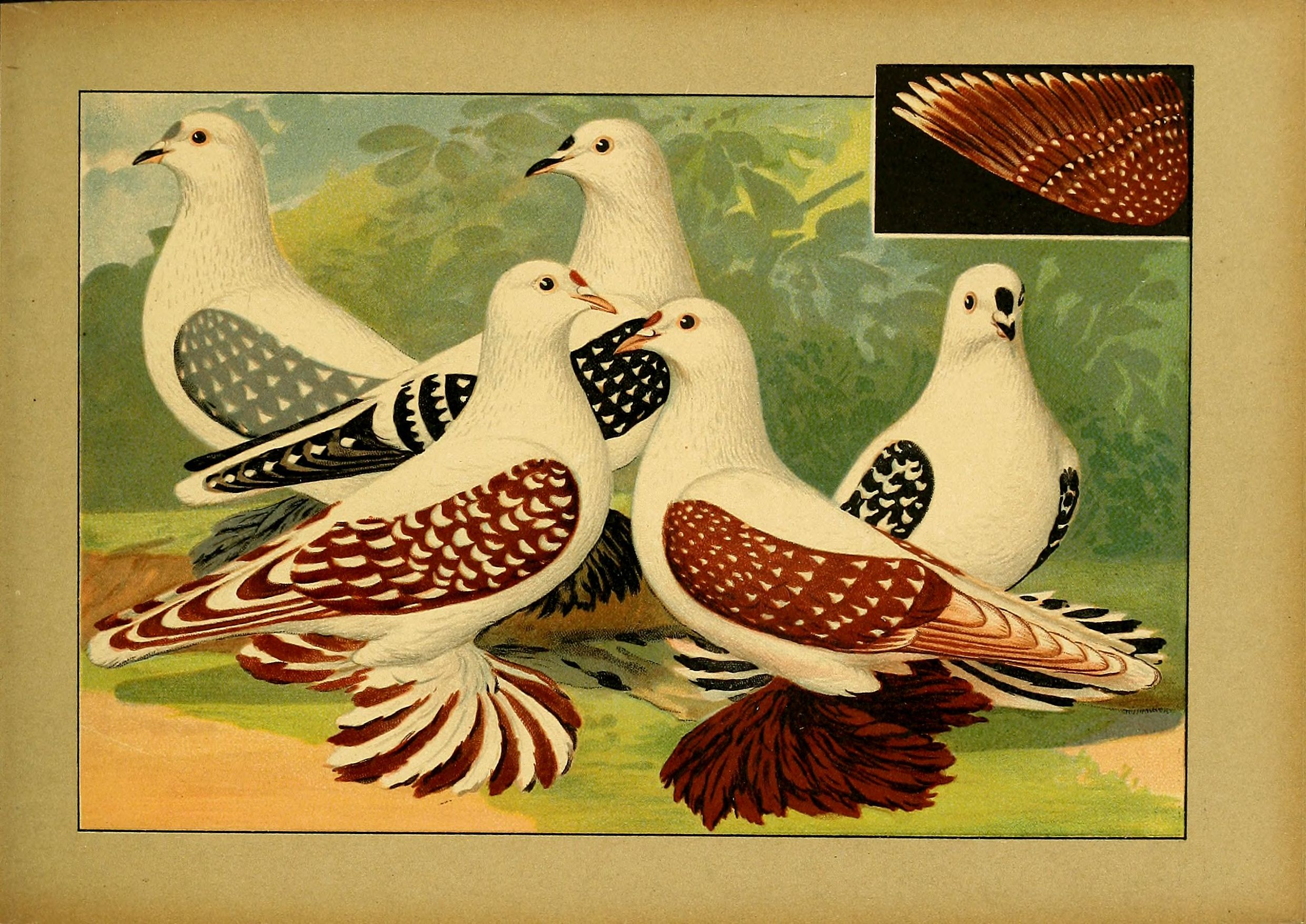
Rázy holuba čejky

Čejka je jedním z nejznámějších a nejrozšířenějších plemen barevných holubů. V kresbě čejky převládá bílá barva, barevná jsou pouze křídla a tzv. kapka, čelní skvrna velikosti mandle, která nezasahuje oči. Čejka může být chocholatá nebo hladkohlavá. Holub čejka se též rozpadá do mnoha krajových a národních rázů, českým zástupcem je česká čejka, dále existuje čejka saská, durynská či slezská. Zatímco česká čejka může být rousná i bezrousá, saská čejka je pouze rousná a durynská pouze bezrousá. Slezská čejka nikdy nemá chocholku.

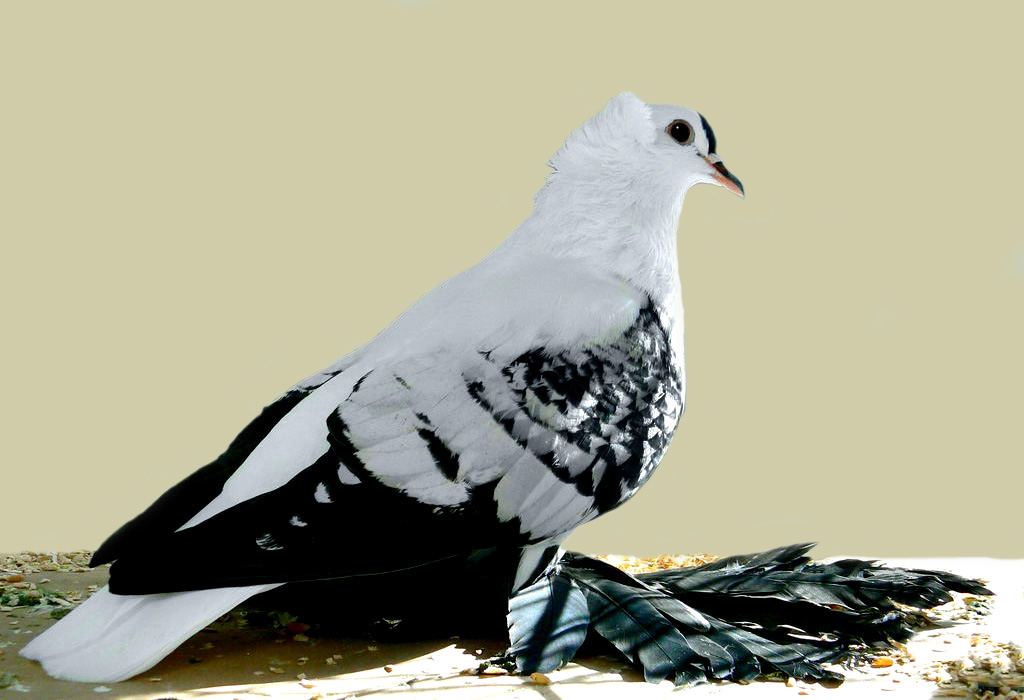
Česká čejka černá kapratá rousná
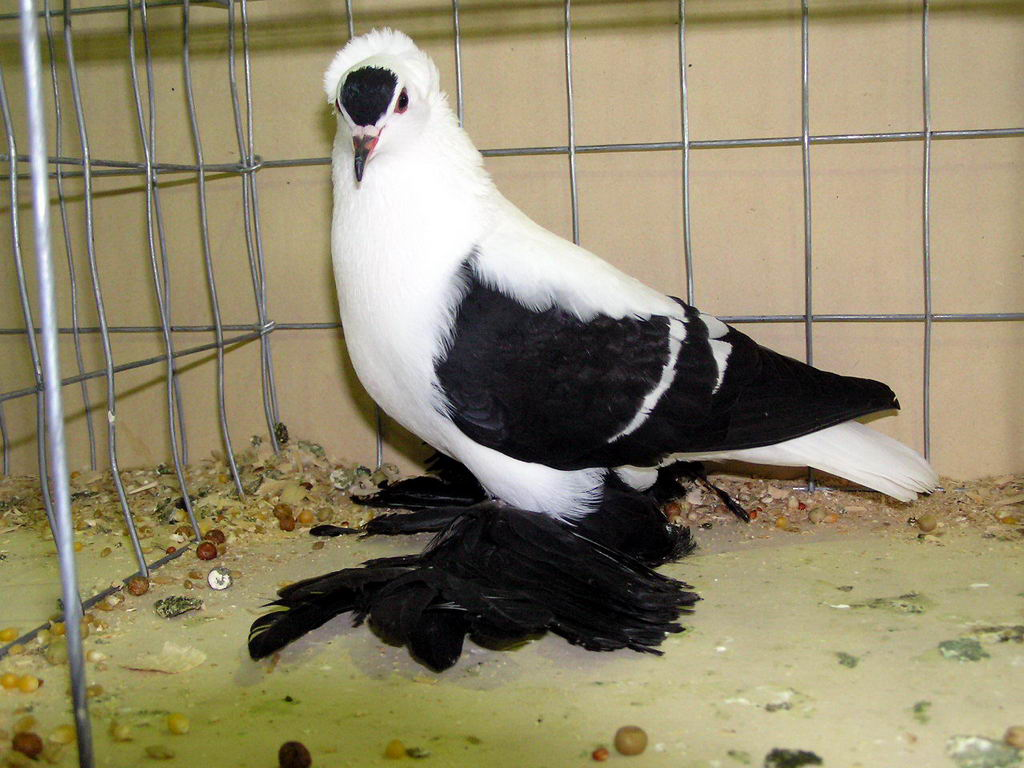
Saská čejka černá
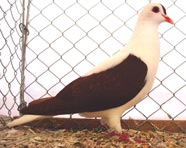
Durynská čejka červená

## Vlaštovák

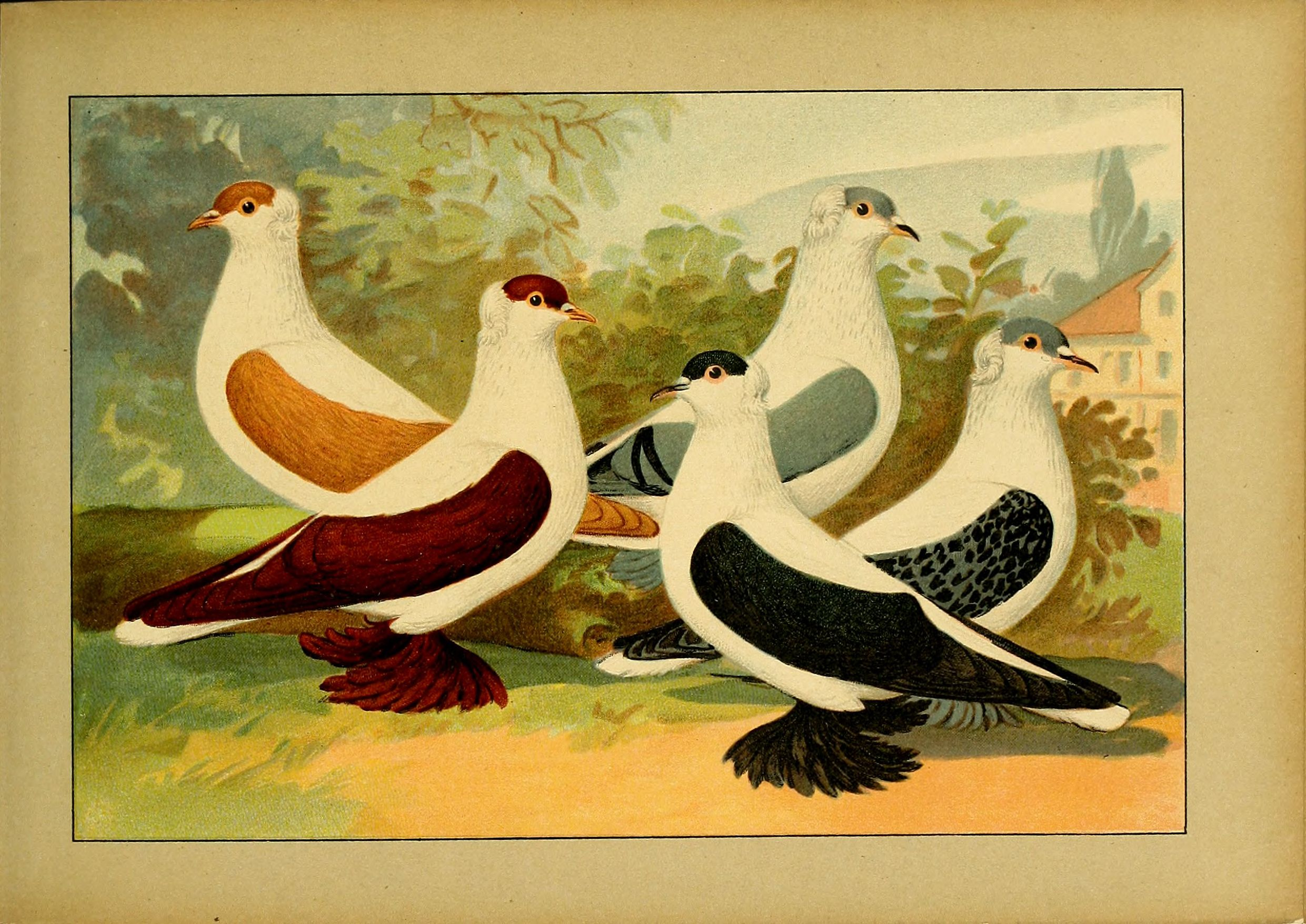
Různé rázy holuba vlaštováka

Vlaštovák je podobný čejce, liší se od ní kresbou hlavy: barevná čepička vlaštováka sahá až k dolnímu okraji očí. Křídla a případné rousy jsou stejně jako u čejek barevné, jinak je opeření bílé. Vlaštovák získal svoje jméno z němčiny: je pojmenován po ptáku rybákovi, kterému se podobá kresbou, a rybák se německy řekne Seeschwalbe, tedy "mořská vlaštovka". I vlaštovák se rozpadá do krajových rázů, existuje vlaštovák saský, durynský i norimberský.

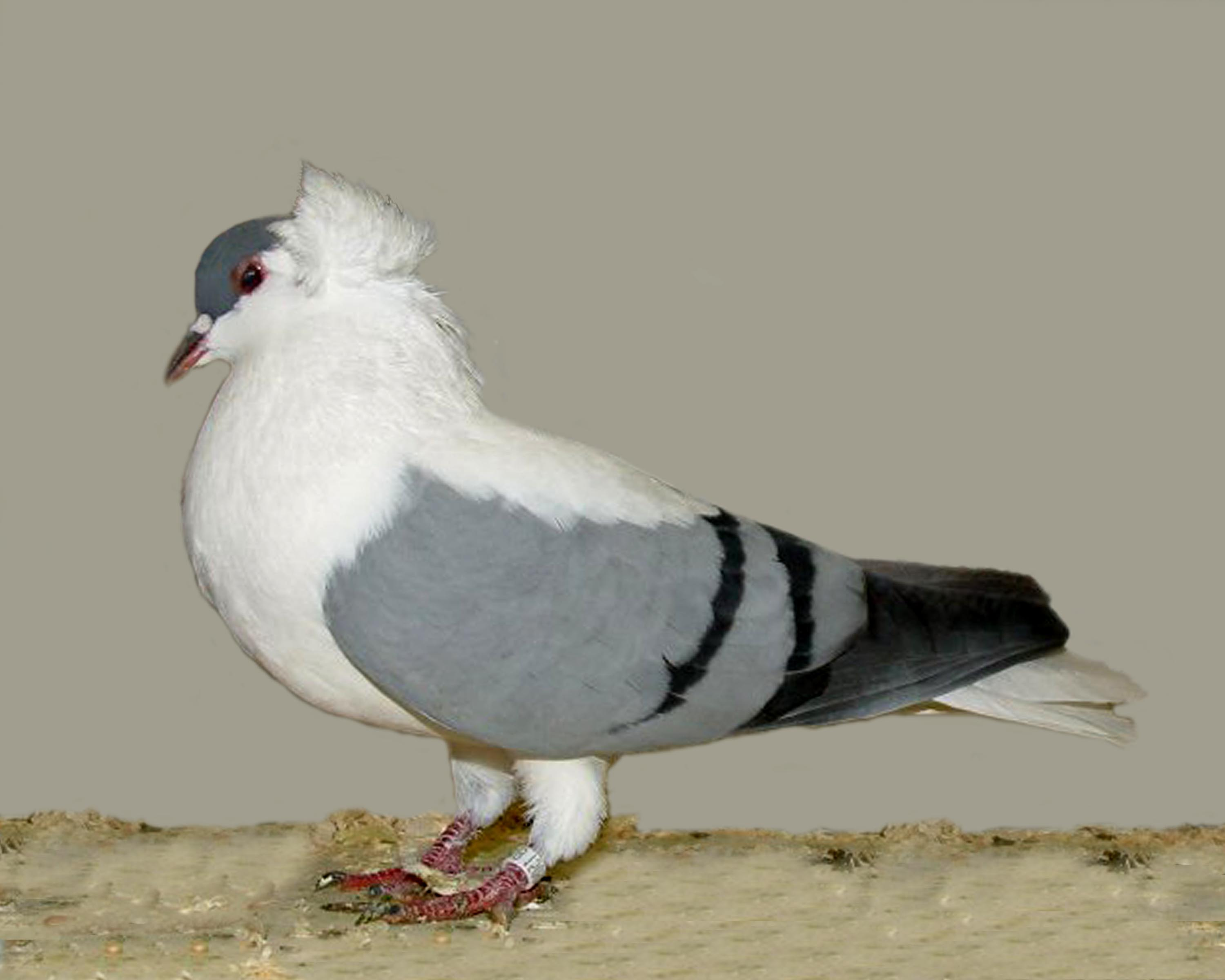
Durynský vlaštovák modrý pruhový

## Kaňka

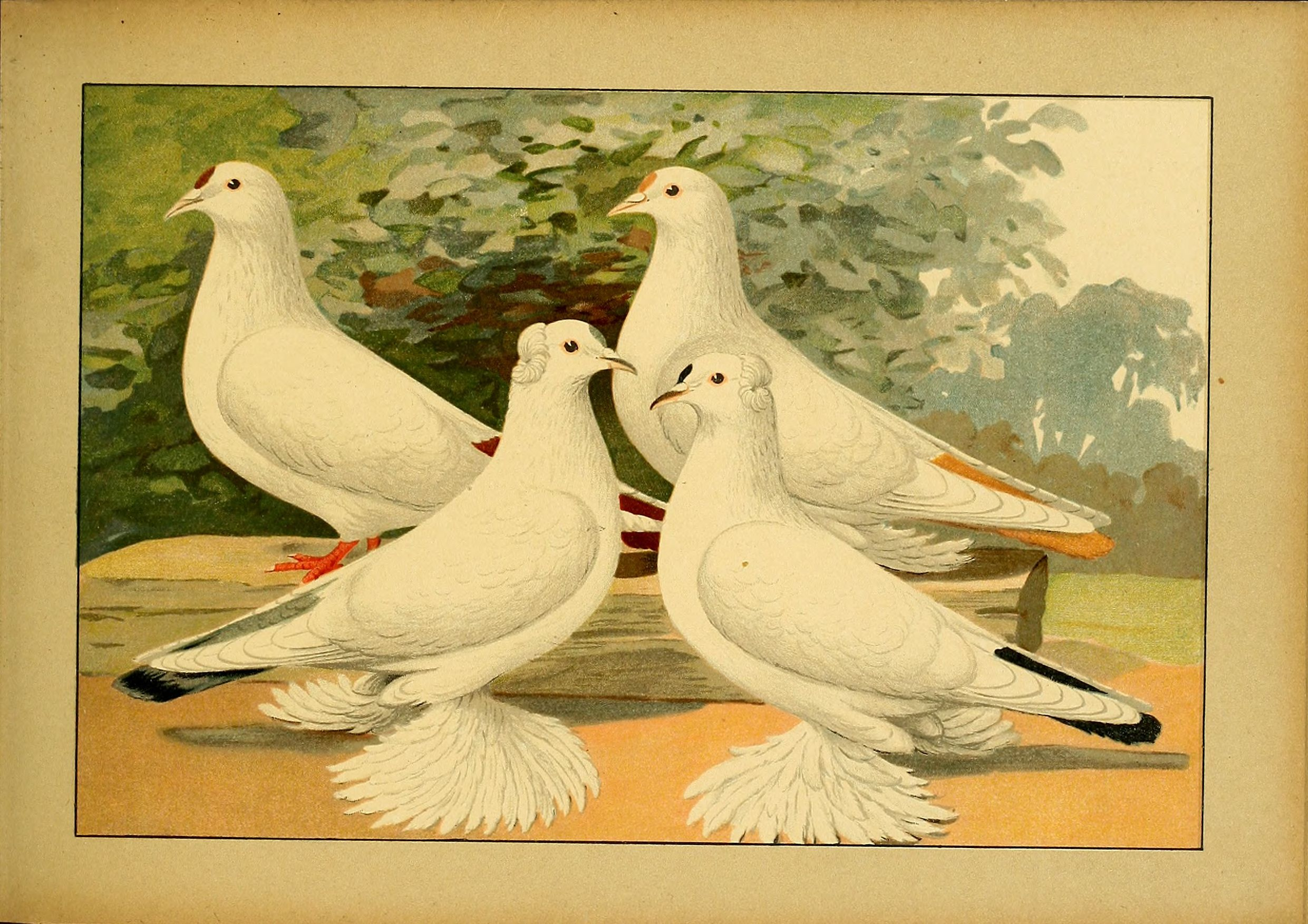
Holub kaňka

Kaňka je holub s převážně bílým peřím, barevná je pouze oválná kapka na hlavě a ocas. Mezi rázy kaňky patří kaňka saská, která je rousná, kaňka durynská, jež je vždy bezrousá, a kaňka jihoněmecká, která je bezrousá, avšak chocholatá.

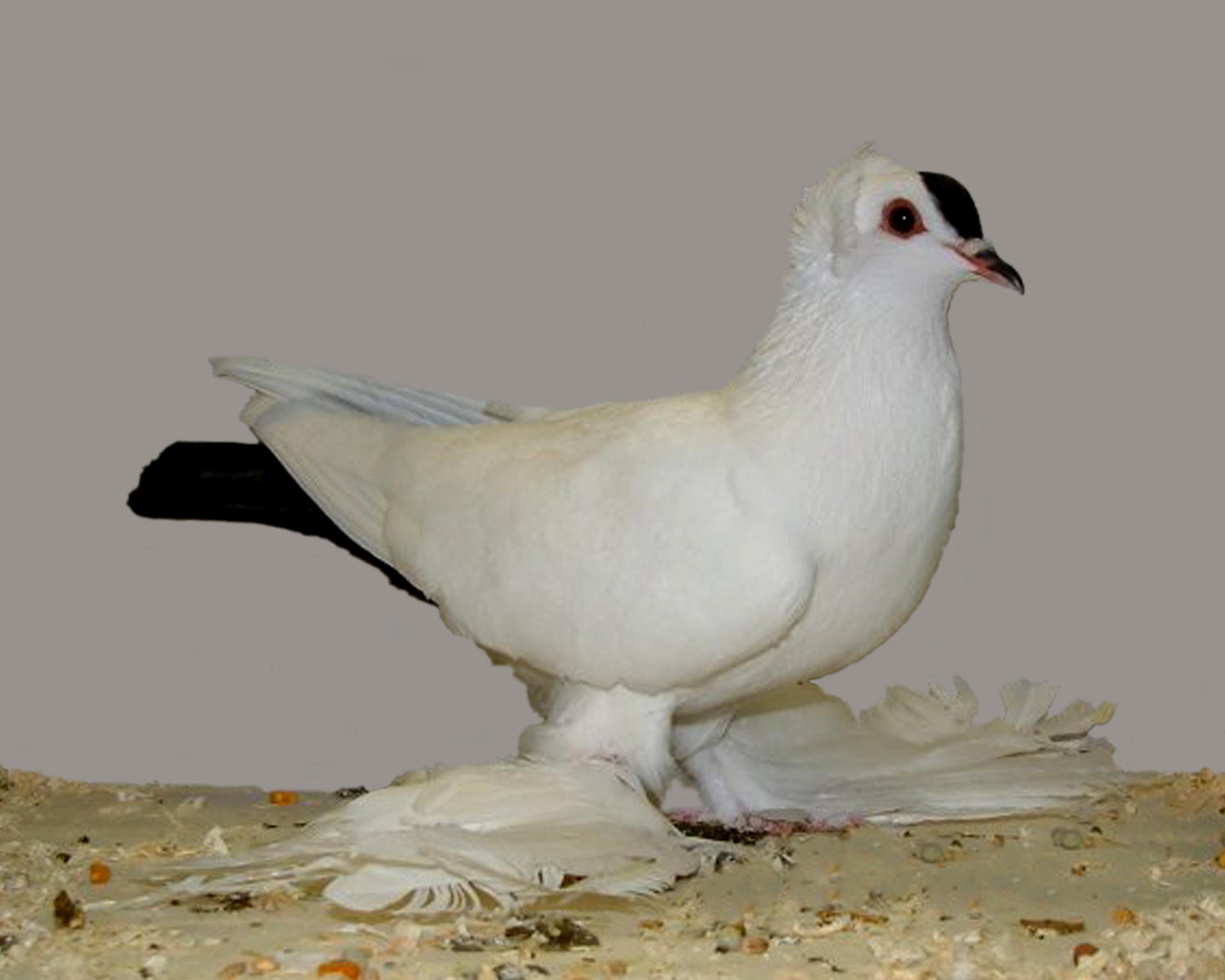
Saská kaňka černá

## Mnich

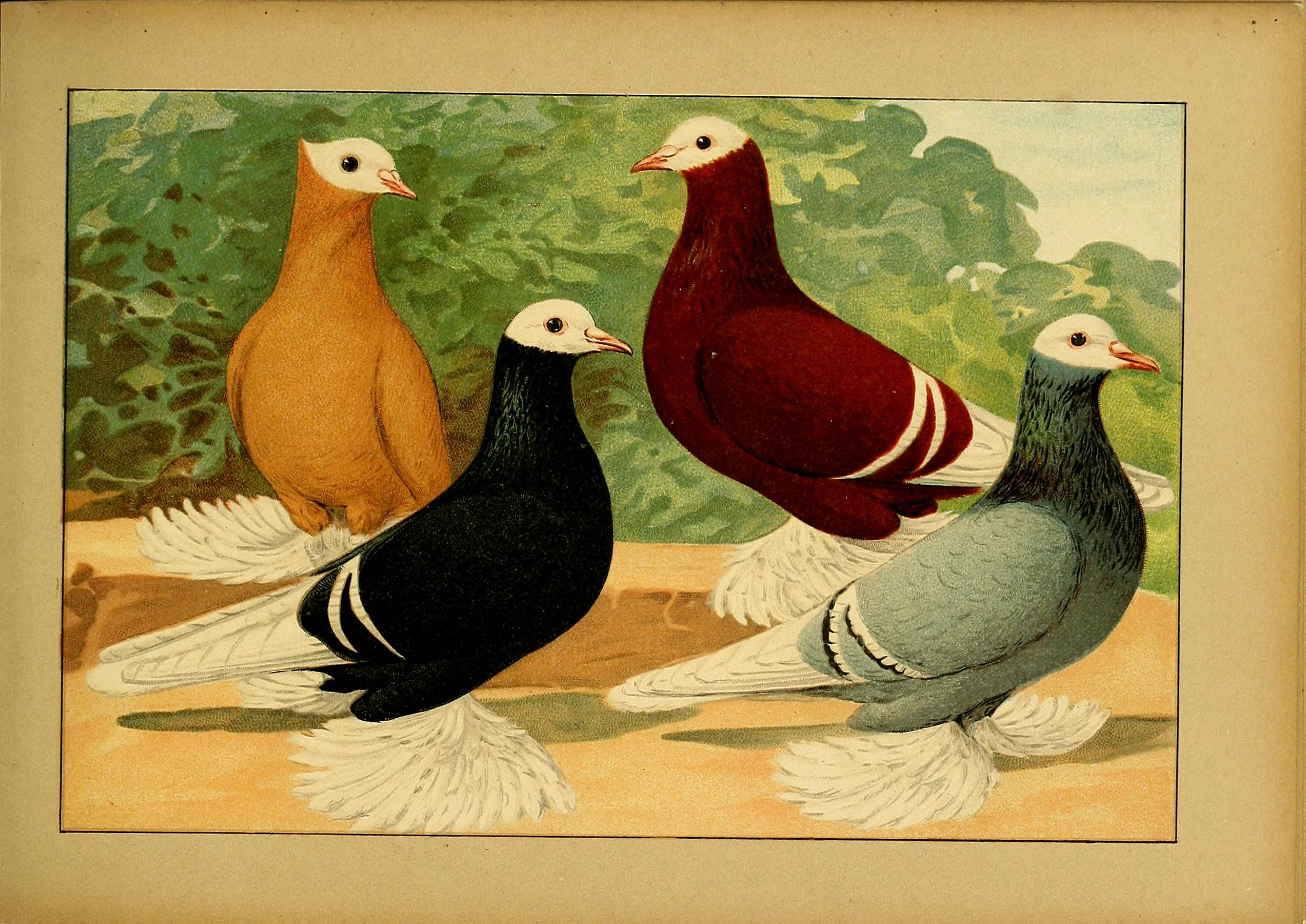
Holub mnich

Mnich je holub vyznačující se tzv. mniší kresbou. V převládajícím barevném opeření je hlava, ruční letky a ocas bílé, u rousných mnichů jsou bílé i rousy. Jednotlivé krajové rázy mnicha mohou být považovány za samostatná plemena, příkladem je mnich durynský, saský a turgauský.

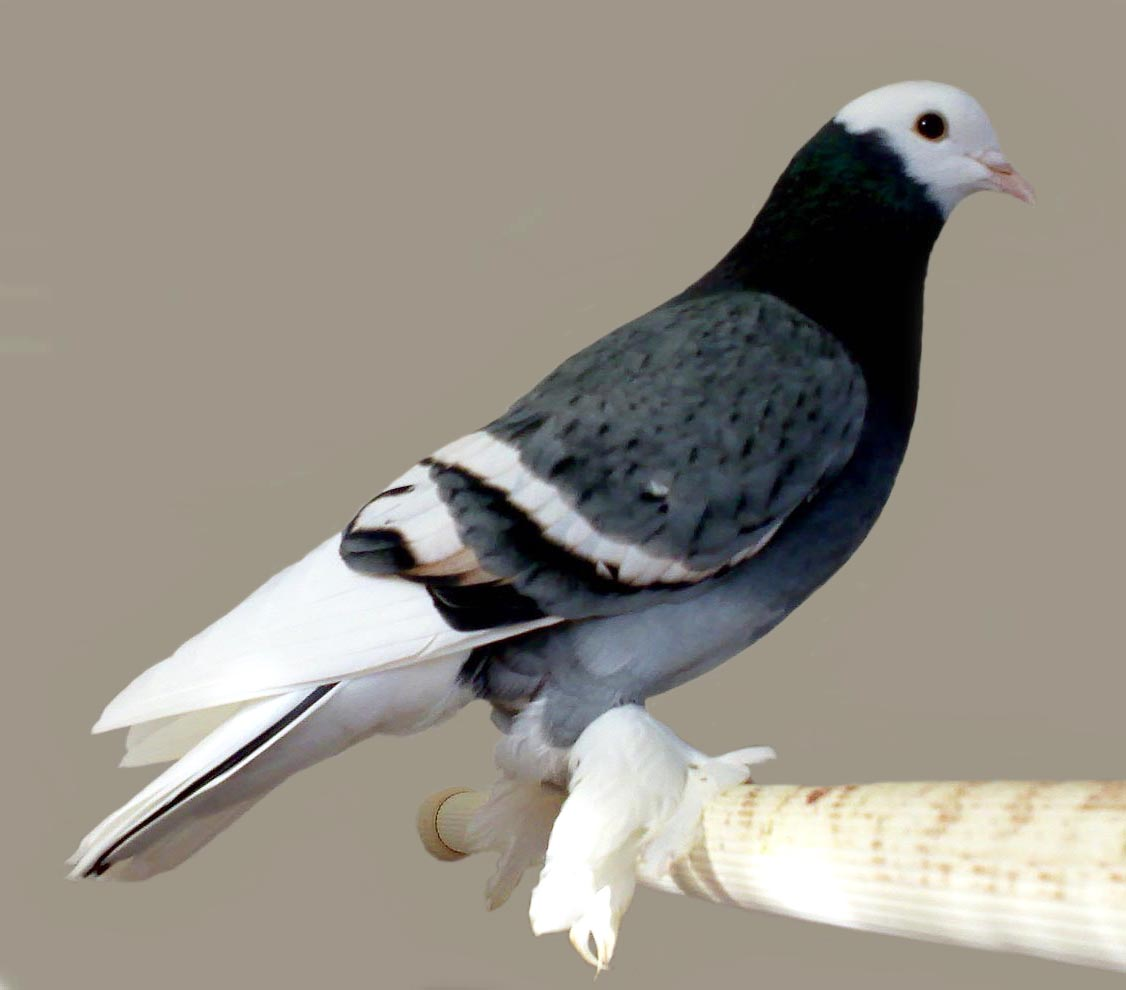
Saský mnich modrý bělopruhý
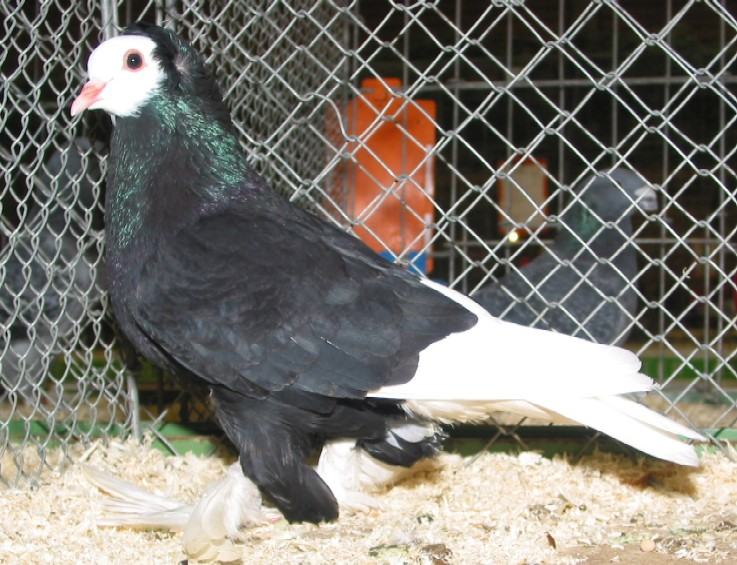
Jihoněmecký mnich černý

## Lyska

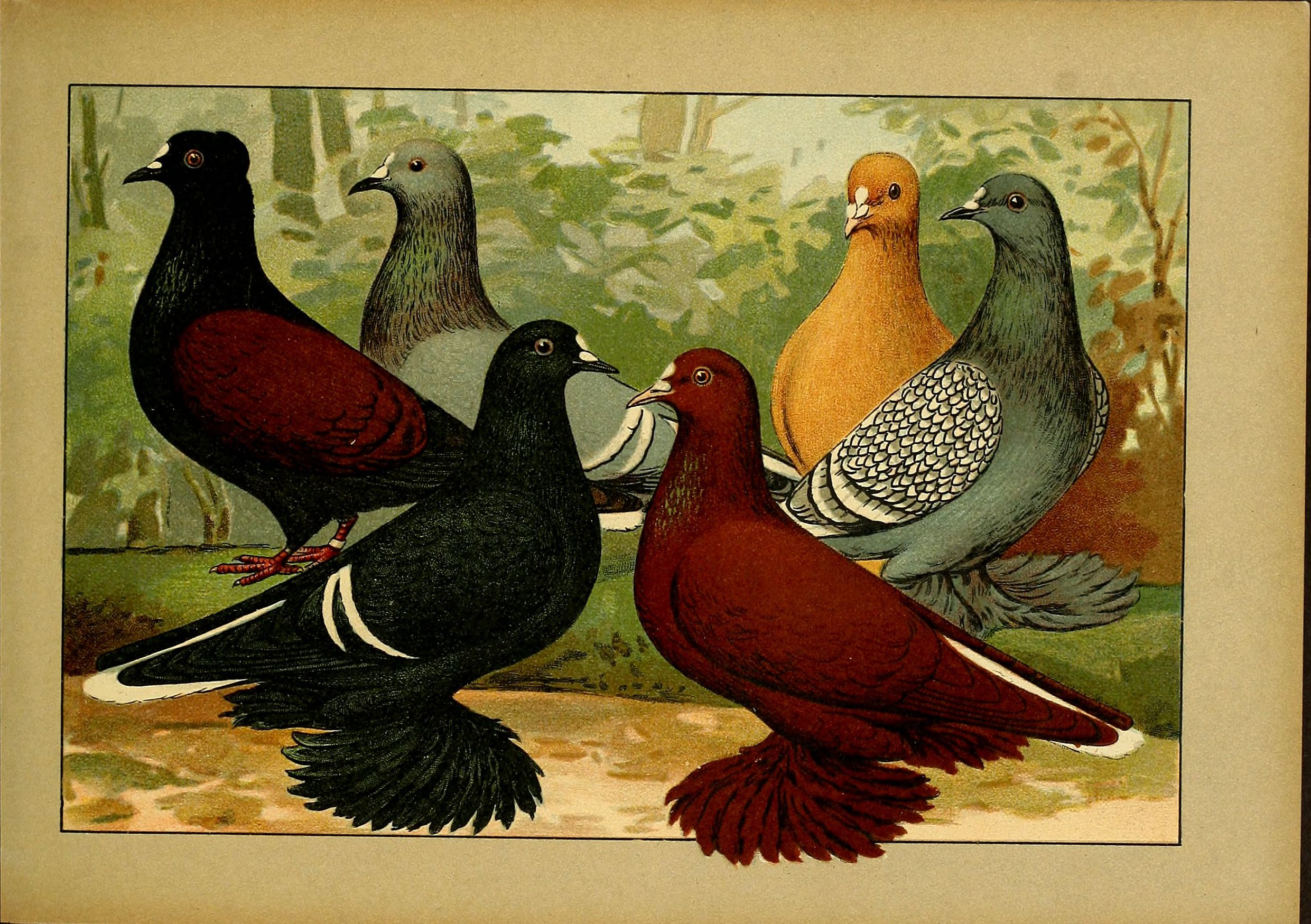
Různé rázy lysek

Lyska je typická zbarvením s lyskou, bílou lysinou na hlavě velikosti bobu na jinak barevné hlavě, bílý je u lysek též ocas. Oči jsou většinou tmavé. Holub lyska se též rozpadá do mnoha krajových či národních rázů, českým zástupcem je česká lyska, dále mezi lysky patří saský běloocasý holub, durynský běloocasý holub či jihoněmecký běloocasý holub. Česká lyska je hladkohlavá a může být rousná nebo bezrousá, saský běloocasý holub je hladkohlavý a vždy rousný, durynský je hladkohlavý a bezrousý a jihoněmecký je bezrousý, avšak s lasturovitou chocholkou.

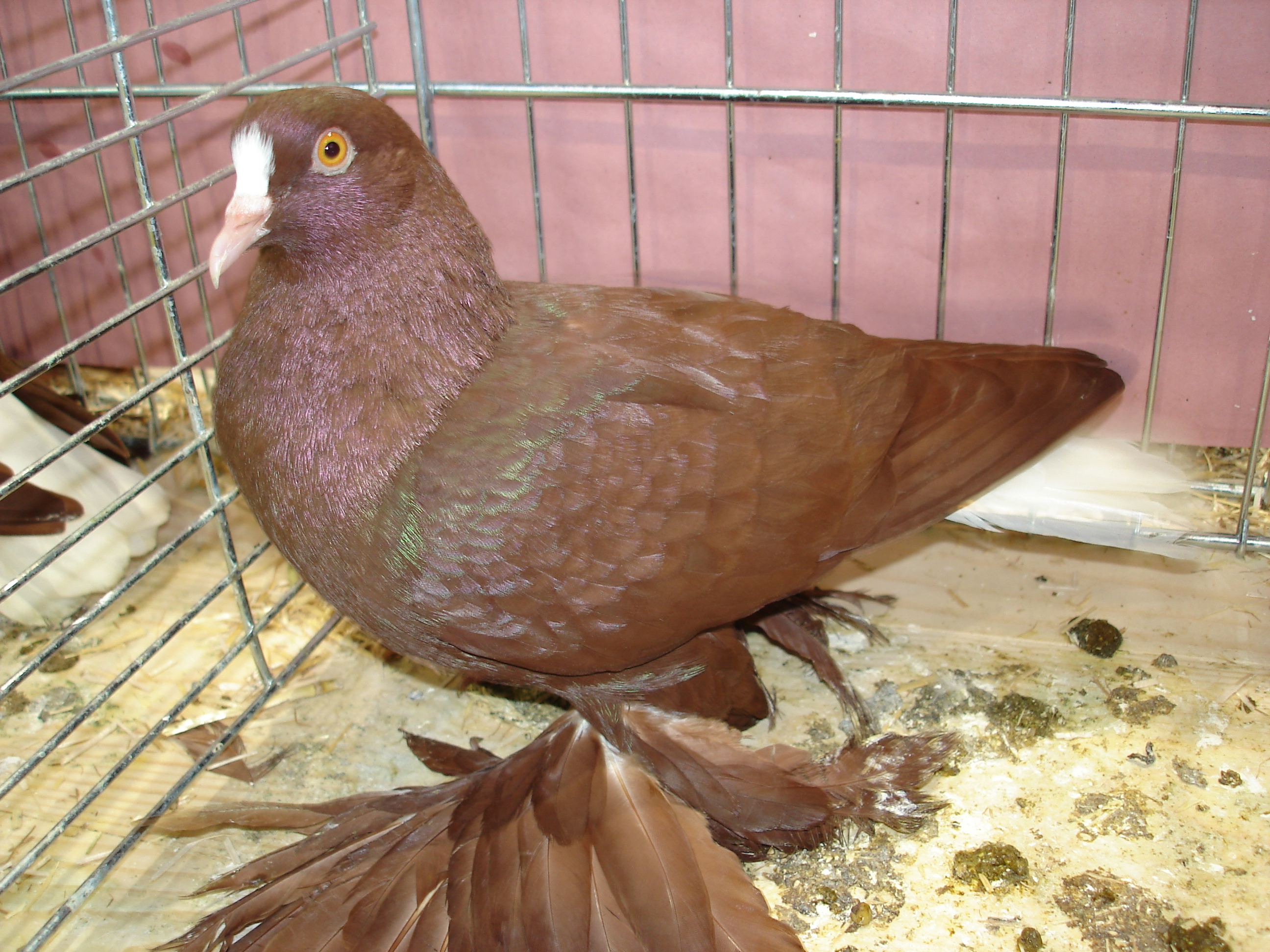
Saský běloocasý holub bronzový

## Špaček

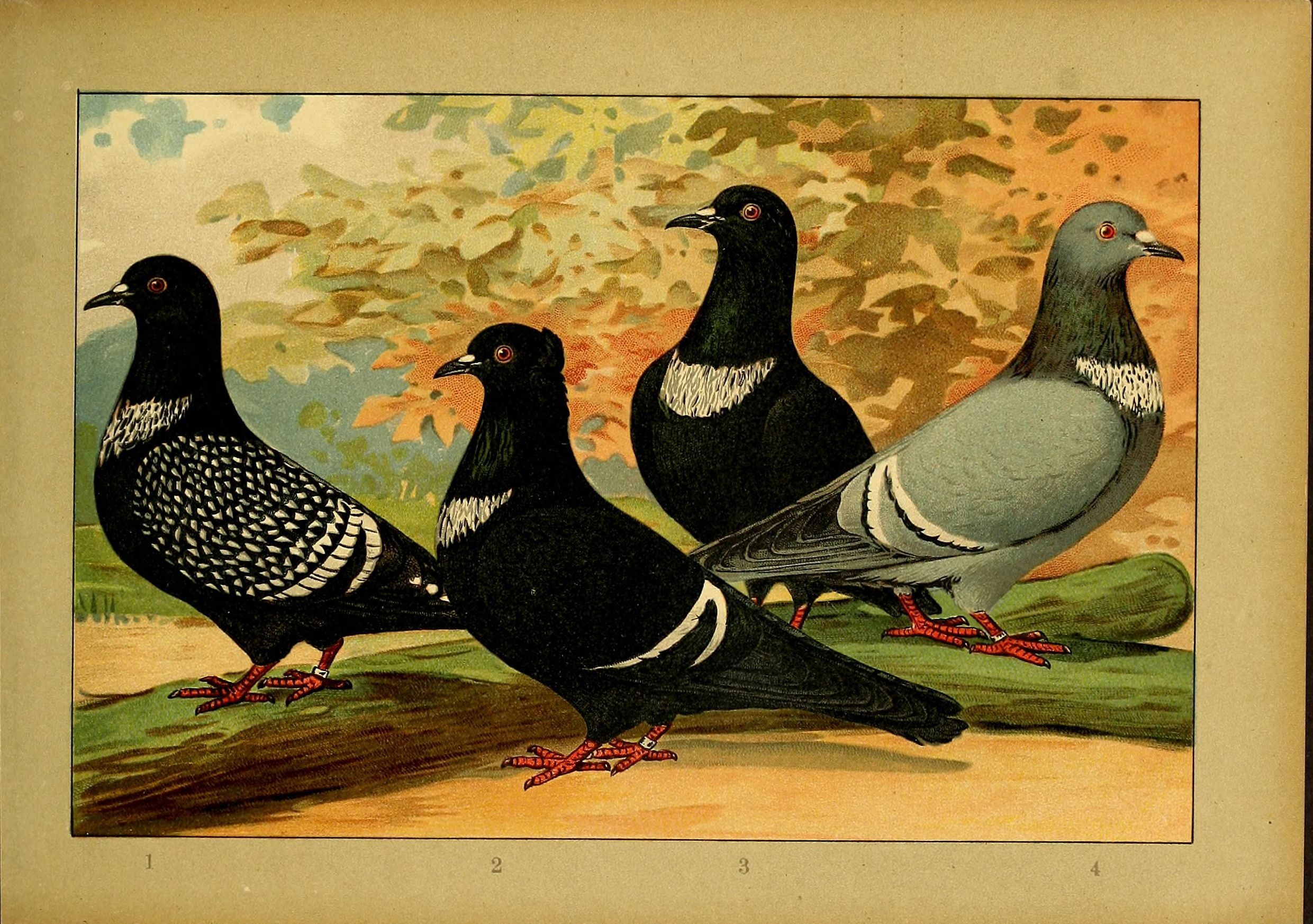
Holub špaček

Typickou kresbou špačka je bílý půlměsíc na barevném krku. Špaček se může vyskytovat i v mniší a lysé kresbě a může být chocholatý nebo hladkohlavý.

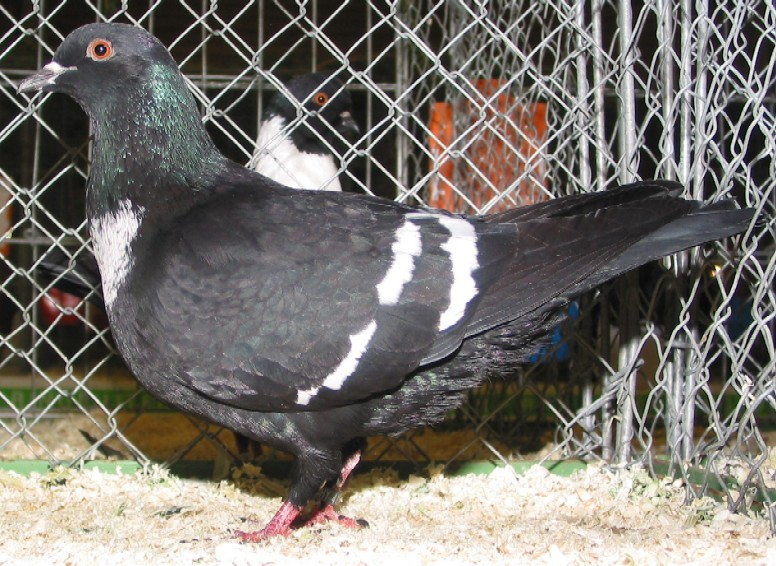
Holub špaček
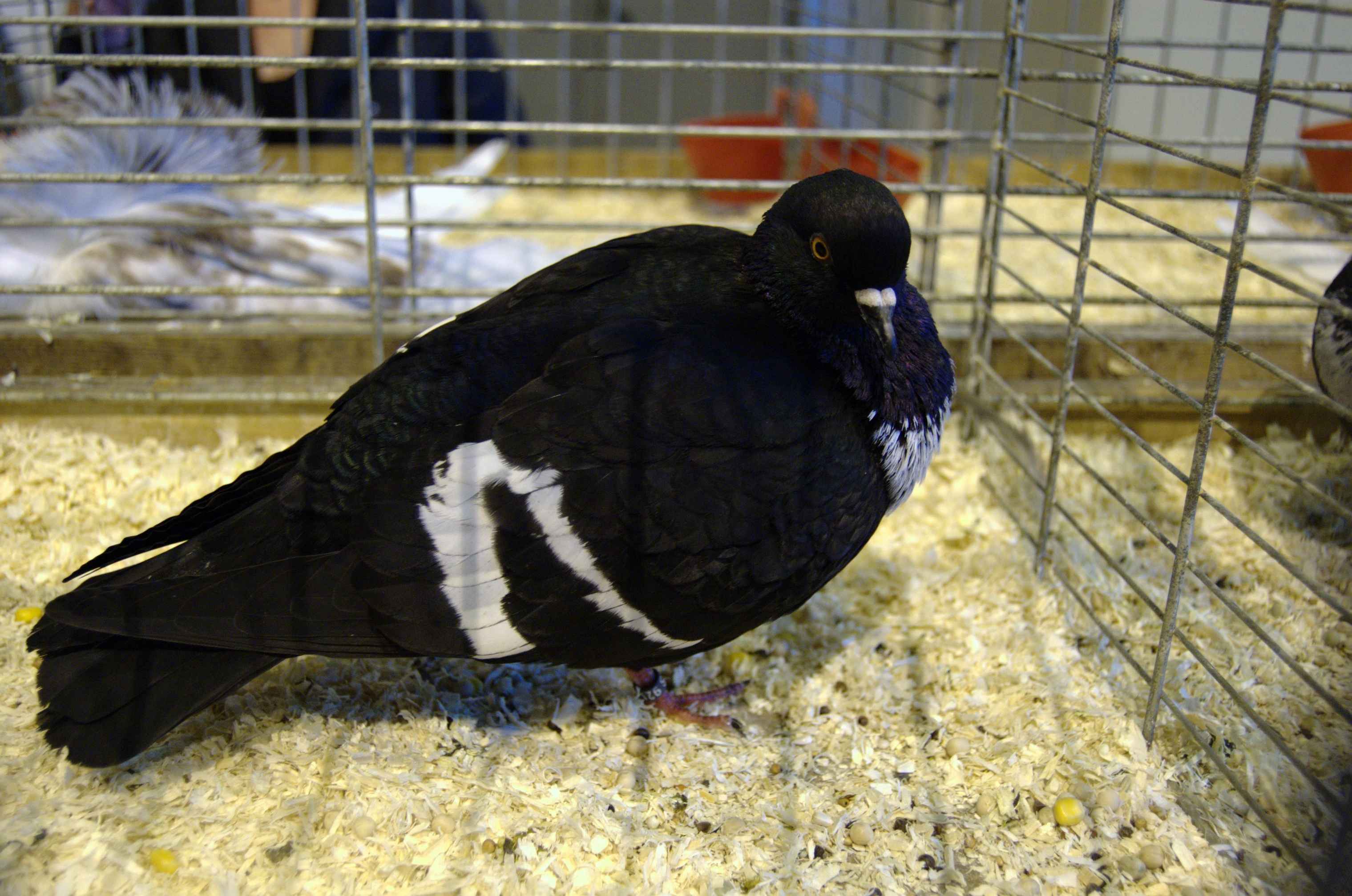
Holub špaček

## Štítník

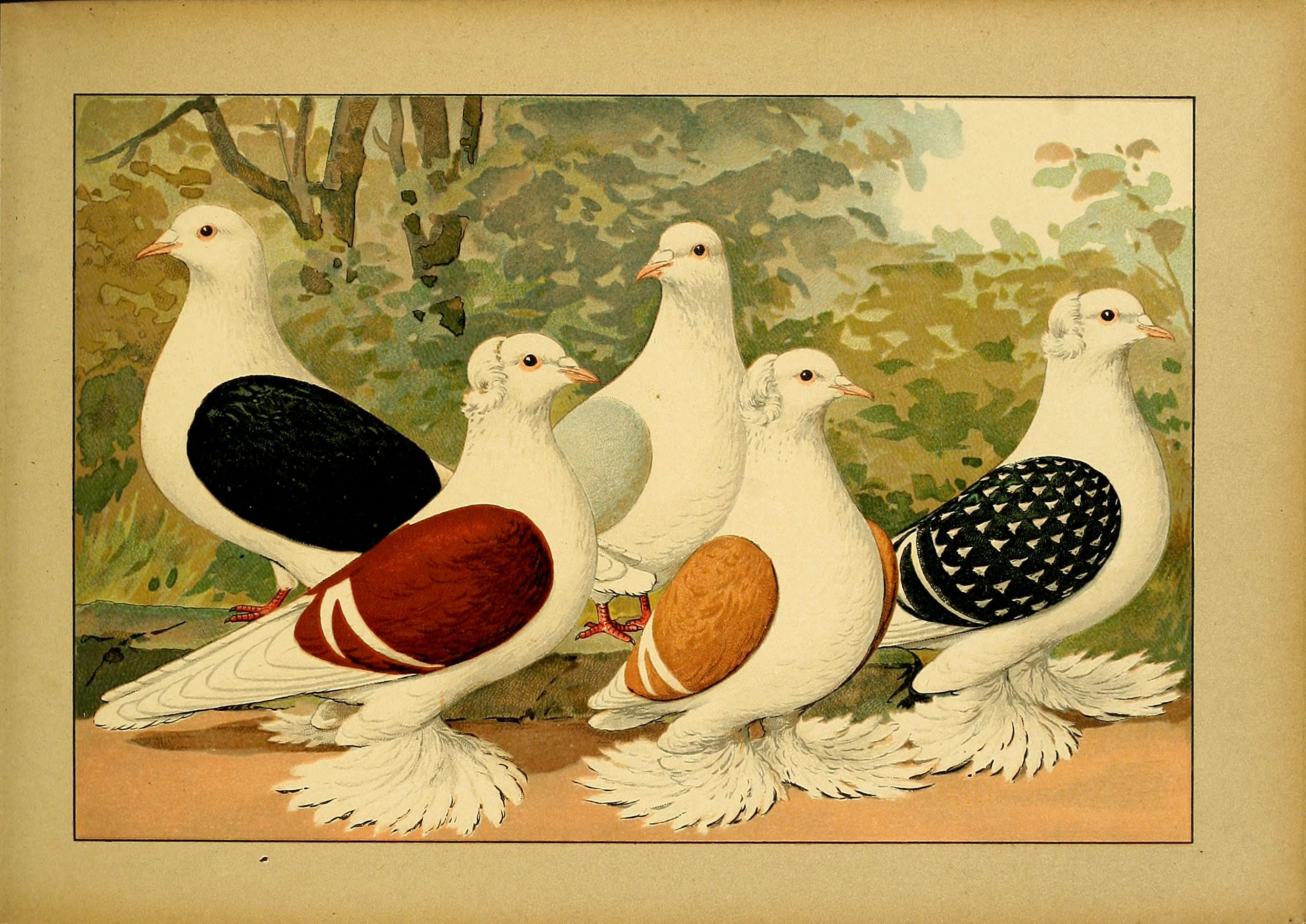
Rázy holuba štítníka

Štítník má opeření převážně bílé, barevné jsou pouze štíty křídel včetně křidélka, všechno ostatní peří je bílé. Několik plemen barevných holubů má kresbu štítníka: saský štítník je rousný, durynský a francký štítník je bezrousý.

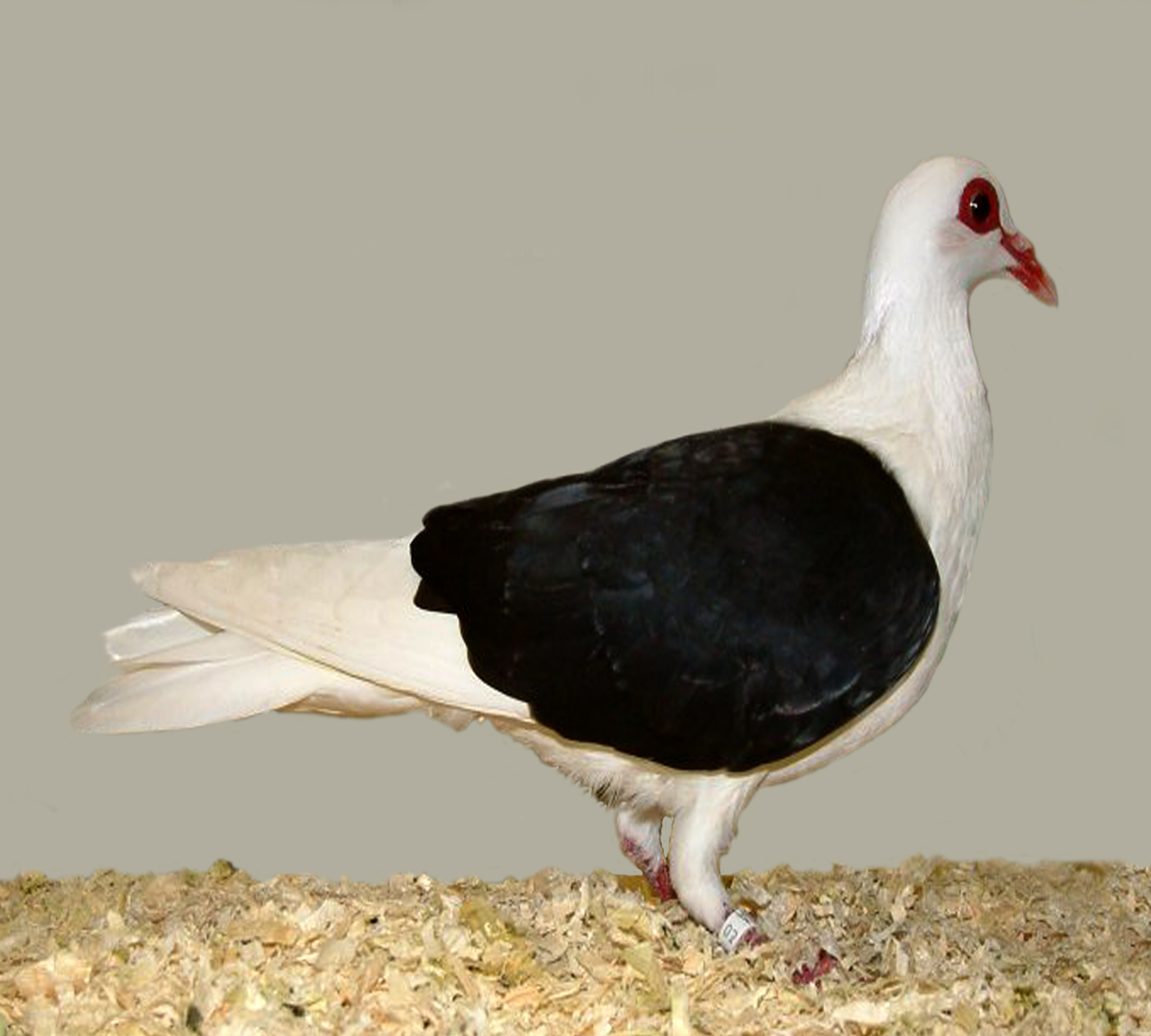
Francký štítník černý
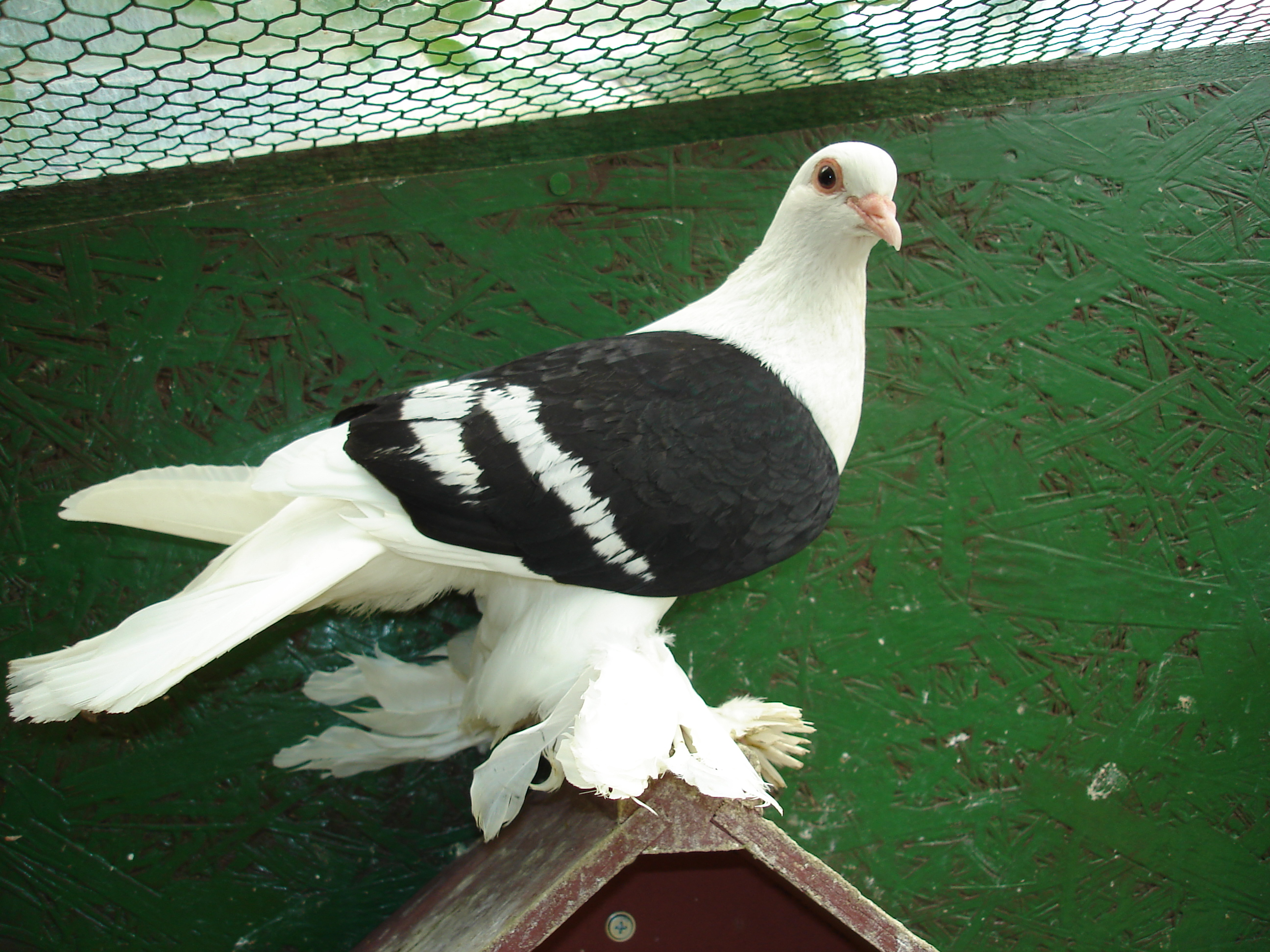
Saský štítník černý bělopruhý
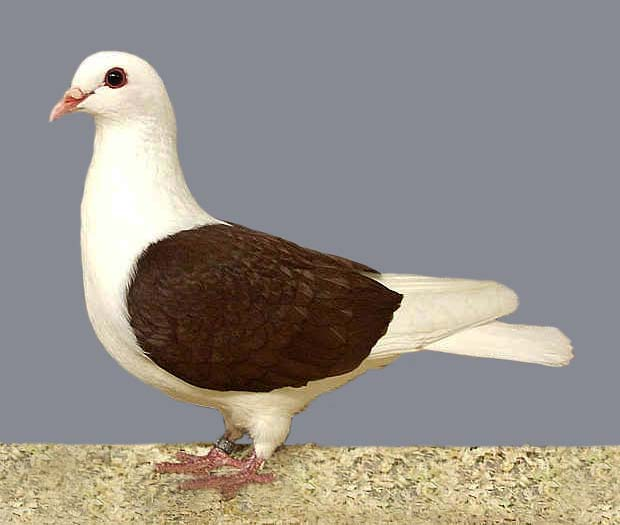
Durynský štítník červený

## Barevnohlávek
Barevnohlávek, většinou označovaný jako slezský barevnohlávek, je plemeno holuba vyznačující se barevnou hlavou, obojkem (horní části krku) a barevným ocasem včetně podocasníku. Ostatní opeření je bílé. Chová se v několika formách, v Česku a na Slovensku se chovají barevnohlávci rousní, v Německu především bezrousí, v Polsku se vyskytuje i barevnohlávek chocholatý.

## Ostatní typy kreseb
Měsičkový holub je pták s téměř bílým zbarvením peří, které je dáno zesvětlením dominantní červené nebo žluté barvy. Tato popelavá barva je doplněná tmavou skvrnou ve tvaru půlměsíce na voleti. Plamínek je holub bílého opeření s barevnou oválnou skvrnou nad zobákem. Rušvan, též čejčí čápek, je pták s takovým zbarvením peří, kdy se ke kresbě čejky, barevné skvrně na čele a barevnému ocasu přidají ještě barevné letky. Běloocasý holub je celý barevný, pouze ocas zůstává bílý. Kněz je holub podobající se kresbou hlavy lysce, avšak barevné rozhraní mezi bílou skvrnou a základní barvou je až pod očima ptáka. Bělohlávek má celou hlavu bílou, někteří bělohlávci jsou i běloocasí. Běloštítný holub je celý barevný až na štíty křídel. Náprsenkový holub se vyznačuje bílou hlavou, velkou bílou náprsenkou a bílým ocasem a rousy. Sedlatá kresba se skládá z bílé hlavy s barevným plamínkem, bílých křídel a břicha.